# A Terra Treme
La terra trema (br/pt: A Terra Treme) é um filme italiano dirigido por Luchino Visconti, que estreou em 1948.

## Sinopse
Logo após a Segunda Guerra Mundial, um jovem pescador, junto com a sua família, se revolta contra a exploração que sofre dos seus superiores no porto de Catania, na Sicília. Eles então hipotecam a casa e fundam seu próprio comércio para tentar escapar dos patrões. Só que sem conseguir ajuda de ninguém, eles vão se deparar com muitas dificuldades, e descobrir que a realidade desse modo é ainda mais dura.